# 1977 en philosophie
Chronologie de la philosophie
- 1973
- 1974
- 1975
- 1976
- 1977
- 1978
- 1979
- 1980
- 1981

L’année 1977 a été marquée, en philosophie, par les événements suivants :

## Publications
- Collected works of Ralph Cudworth, facsimile editions, prepared by Bernhard Fabian, published by G. Olms in Hildesheim, New York, 1977
  - v. 1. The true intellectual system of the universe (1678)
  - v. 2. A treatise concerning eternal and immutable morality (1731), A treatise of freewill (1838).

## Naissances
- 20 juin : Thorsten J. Pattberg, philosophe allemand.

## Décès
- 4 août : Ernst Bloch, philosophe allemand, né en 1885, mort à 92 ans.